# Guttenburg (Kraiburg am Inn)
Guttenburg ist ein Ortsteil und eine Gemarkung der Gemeinde Kraiburg am Inn im oberbayerischen Landkreis Mühldorf am Inn.

## Geographie
Das Kirchdorf Guttenburg liegt südlich des Inns an einer Innschleife ca. drei Kilometer östlich von Kraiburg am Inn.

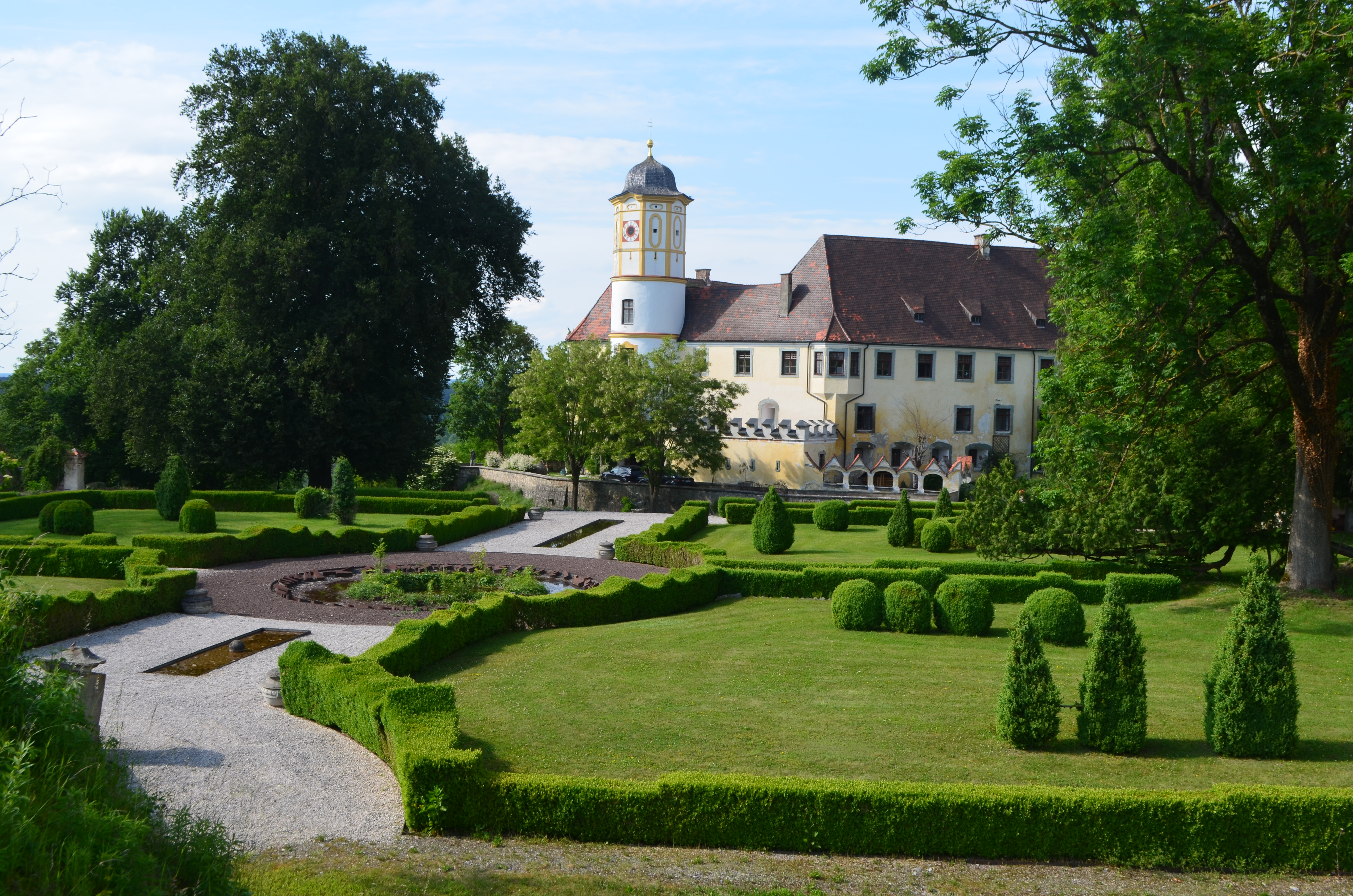
Schloss Guttenburg mit Schlosspark

## Geschichte
Um 1285 ließ der bayerische Herzog Heinrich XIII. durch seinen Ministerialen Heinrich von Taufkirchen hoch über dem rechten Innufer auf einem kleinen Bergsporn die Burg Guttenburg errichten, von der aus er die salzburgerische Exklave Mühldorf am Inn gut überblickt werden konnte. Der Ort Guttenburg entwickelte sich um die Burg. Im Bayerischen Krieg von 1426 wurde die Burg Guttenburg niedergebrannt, Ende des 15. Jahrhunderts wurde sie aber wieder aufgebaut. Um 1660/70 und im 18. Jahrhundert wurde die Burg zum Schloss mit einer barocken Gartenanlage umgestaltet.
1818 entstand durch das bayerische Gemeindeedikt die Gemeinde Guttenburg mit folgenden Teilorten:
- Almeding
- Au (Gallenbach)
- Auersdorf
- Bach
- Brandach
- Brandmühle
- Ensdorf
- (Ober-, Unter-)Ensfelden
- Esling
- Fisslkling
- Frauendorf
- Gangall
- Gassen
- Georgenberg
- Grünberg
- Gschwendt
- Haimstauden
- Heisting
- Hochreit
- Lacken
- Lanzing
- Lindach
- Lohen
- Malseneck
- Mauerschwang
- Reith
- Rudlfing
- Schaching
- Schmieding
- Schnaudenberg
- Straß
- Trospeding
- Wegen
- Westerberg
- Wimpasing
- Wolfswinkl
- Wunderskirchen

Bis 1824 gehörte das Schloss Guttenburg den Tauffkirchnern, die 1639 in den Reichsfreiherrenstand und 1684 in den Reichsgrafenstand erhoben wurden. 1824 verkaufte der letzte Taufkirchner zu Guttenburg das Schloss an den Freiherrn von Gruben. Ab 1842 war Anton Arnold von Linck Besitzer des Schlosses und der Hofmark. Die letzten Adelsvorrechte wurden in Bayern in der Revolution von 1848 aufgehoben, das bis dahin bestehende Patrimonialgericht II. Klasse aufgelöst.
Am 1. Januar 1972 wurde im Zuge der Gebietsreform die Gemeinde Guttenburg in den Markt Kraiburg am Inn eingegliedert, lediglich der Ort Lanzing kam nach Taufkirchen.

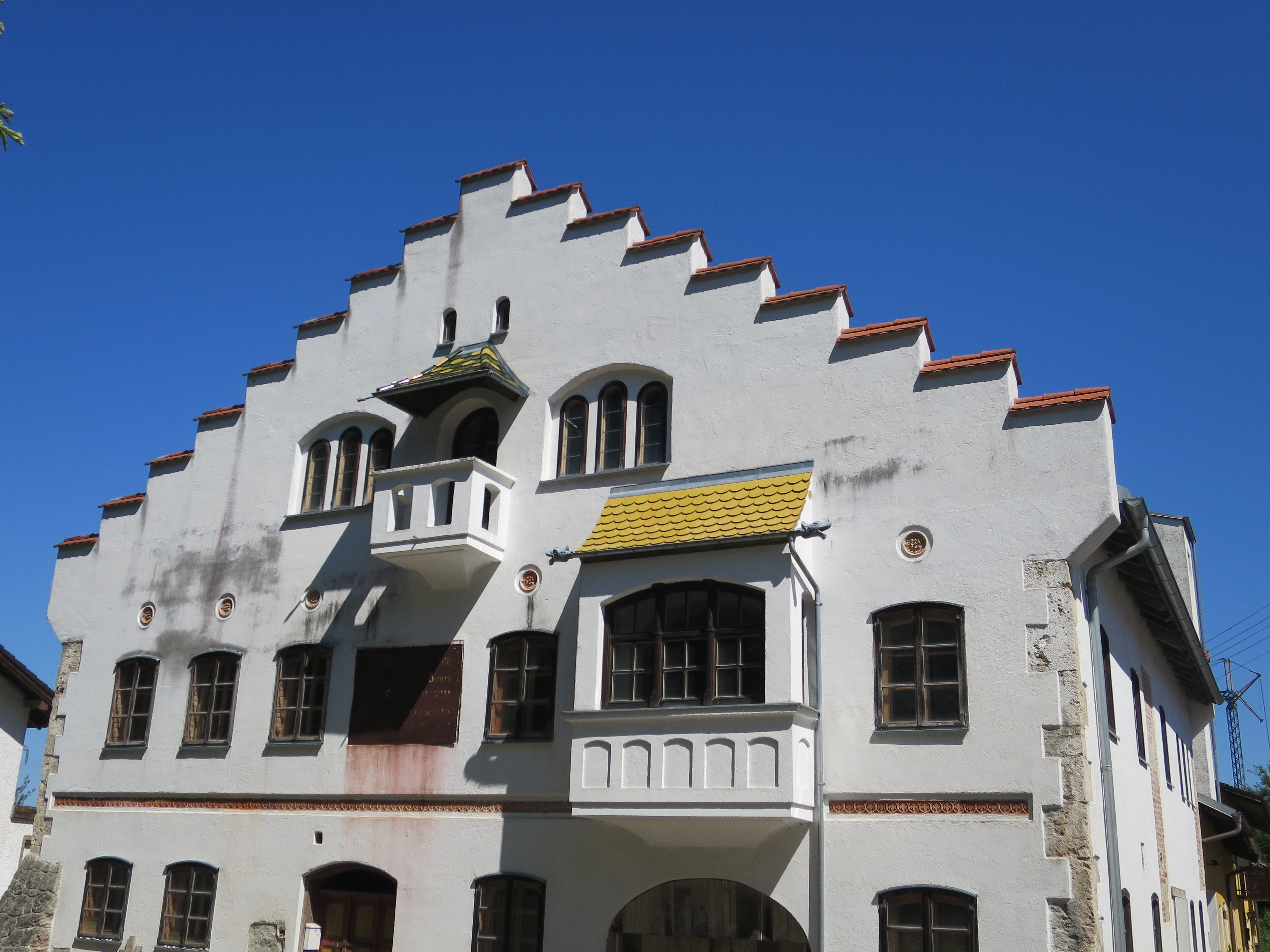
Ehemaliger Gutshof und Brauereigasthof in Guttenburg.

## Sehenswürdigkeiten
- Schloss Guttenburg
- Wallfahrtskirche Hofwies[4]
- Ehemaliger Gutshof und Brauereigasthof